# グリーブス級駆逐艦
グリーブス級駆逐艦（グリーブスきゅう くちくかん、英語: Gleaves-class destroyers）は、アメリカ海軍の駆逐艦の艦級。大西洋や地中海で哨戒や支援任務に従事し、太平洋戦争開戦後には太平洋戦線で日本軍とも戦った。一番艦は、アルバート・グリーブス（en:Albert Gleaves）提督に因んで命名されている。

## 概要

### 名称について
ベンソン級駆逐艦のうち、バブコック&ウィルコックス社設計によるグリーブスとニブラックを本級に編入せず、一番艦をリヴァモアとしてリヴァモア級駆逐艦（Livermore class Destroyers）と呼ばれたり、グリーブスとニブラックおよび1939年度計画艦と1940年度計画によるブリストル以下の建造艦を分離して、後者をブリストル級駆逐艦（Bristol class Destroyers）と呼ぶこともある。また、この両者にベンソン級を合わせてベンソン/リヴァモア級（Benson/Livermore class）あるいはベンソン/グリーブス級（Benson/Gleaves class）などと呼ばれたりする。なお、アメリカ海軍では先に竣工した艦を艦級名とする慣習があり、基本的に建造を開始した時期や建造した造船所にとらわれない。

### 設計
ベンソン級のバブコック&ウィルコックス社設計艦を引き続いて建造したものである。要目はベンソン級と大差ないが、ベンソン級のベスレヘム造船建造艦がベスレヘム社独自の機関を搭載したのに対し、本級では汎用型の機関が使用された。1938年から1940年にかけてグリーブスとニブラックの2隻が建造され、1939年度計画艦リヴァモア、エバール、プランケット、ケアニーの4隻（DD-429 - 432）が1940年に竣工。1941年にグウィンからラドローとウィルクスからイングラハム（DD-433 - 438, DD-441 - 444）の10隻が建造された。この頃、すでに次級のフレッチャー級駆逐艦が起工されようとしていたが、世界情勢の緊迫により駆逐艦兵力を即座に増強する必要があったため、フレッチャー級と同時に48隻の建造が進められる事となった。1943年までに全64隻が就役した。
船型としては船首楼型を採用、また機関配置は缶・機・缶・機のシフト配置とされている。
建造時の武装はベンソン級に引き続いて38口径5インチ単装両用砲5基、12.7mm 機銃10基、21インチ5連装魚雷発射管2基10門が標準。1940年度計画のブリストル級は建造時から5インチ砲と魚雷発射管を1基ずつ削減して就役。就役済みの艦も、アメリカが参戦すると5インチ砲を撤去して40mm機関砲、20mm機銃を設置するなど対空火器の増設が行われた。このため、ベンソン級同様にトップヘビー気味という問題点が残された。

### 戦歴
本級も就役と同時に中立パトロールに投入され、1941年10月17日にケアニーがUボートの雷撃により損傷した。アメリカが本格参戦すると大西洋方面と太平洋方面に散って各方面で枢軸国陣営と対決し、戦闘と事故で10隻を喪失、さらに戦後演習中の事故によりホブソンを喪失した、また大戦中、エリソンを筆頭に軽敷設艦や高速掃海艇に改装された艦もある。戦争終結後は、いくつかの艦が他国に供与され、エリソンとマコームは海上自衛隊に供与の上、あさかぜ型護衛艦「あさかぜ」（エリソン）、「はたかぜ」（マコーム）として就役した。

## 同型艦

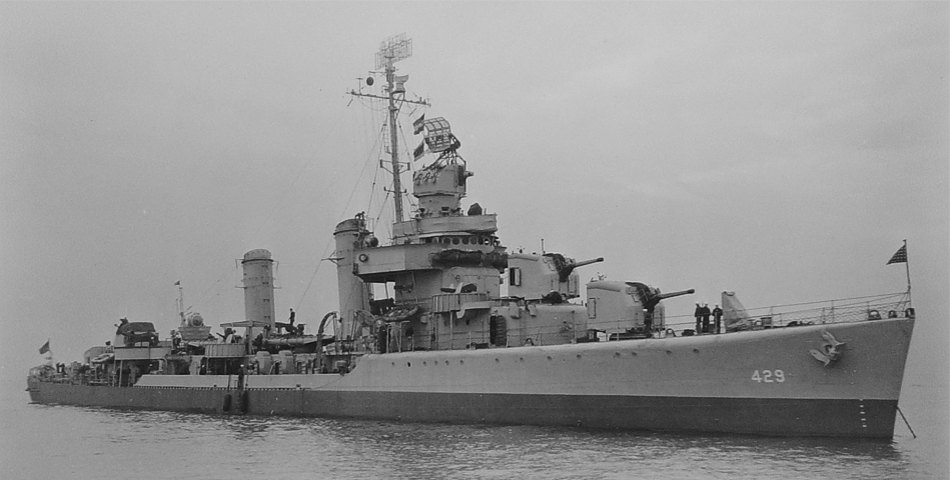
リヴァモア

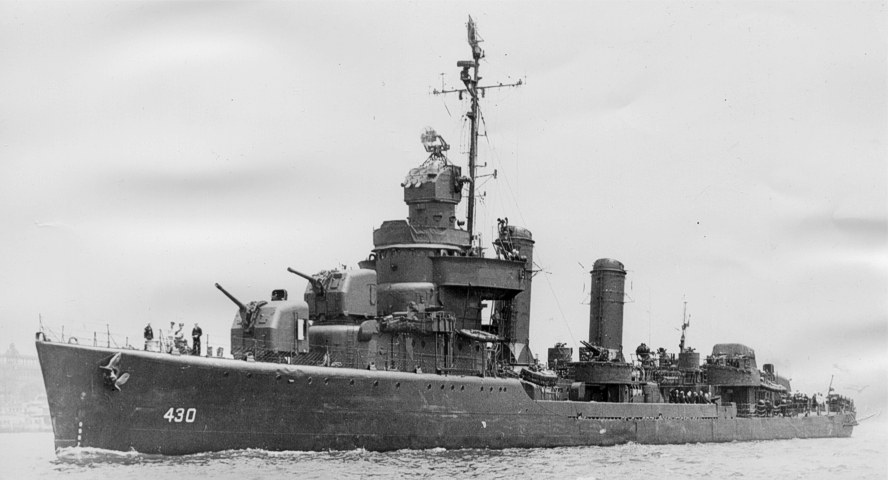
エバール

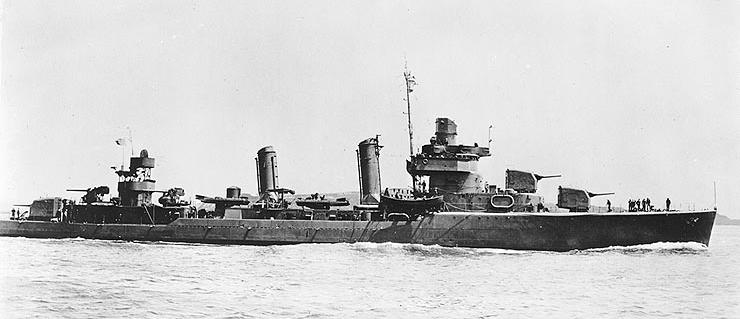
グウィン

- グリーブス (USS Gleaves, DD-423)

由来の人物は、第一次大戦時に輸送部隊を指揮し、戦後は提督の伝記や海軍史を執筆したアルバート・グリーブス大将。
バス鉄工所にて1938年5月16日起工、1939年12月9日進水、1940年6月14日就役。1946年5月8日退役、1972年6月29日売却。
- ニブラック (USS Niblack, DD-424)

由来の人物は、第一次世界大戦時に大西洋艦隊を率い、退役後はモナコ水路局長に招聘されたアルバート・ニブラック中将。
バス鉄工所にて1938年8月8日起工、1940年5月18日進水、1940年8月1日就役。1946年6月退役、1973年8月16日売却。
- リヴァモア (USS Livermore, DD-429)

由来の人物は、米英戦争時に海軍に招聘され、従軍牧師第一号となったサミュエル・リバモア。
バス鉄工所にて1939年3月6日起工、1940年8月3日進水、1940年10月7日就役。1947年1月24日退役、1961年3月2日売却。
- エバール (USS Eberle, DD-430)

由来の人物は、第一次世界大戦後に太平洋艦隊を率い、レキシントン級航空母艦の建造を支持したエドワード・エバール大将。
バス鉄工所にて1939年4月12日起工、1940年9月14日進水、1940年12月4日就役。1946年6月3日退役、1951年1月22日ギリシャ海軍に貸与(駆逐艦ニキ Niki, D63)。
- プランケット (USS Plunkett, DD-431)

由来の人物は、第一次世界大戦時にフランスで海軍専用鉄道を敷設・維持して補給を貫徹したチャールズ・プランケット少将。
フェデラル造船所にて1939年3月1日起工、1940年3月7日進水、1940年7月17日就役。1946年5月3日退役、1959年2月16日台湾海軍に貸与(駆逐艦南陽 Nan Yang, DD-17)。
- ケアニー (USS Kearny, DD-432)

由来の人物は、アヘン戦争直後の清朝と交渉し、望厦条約締結に貢献したローレンス・カーニー代将。
フェデラル造船所にて1939年3月1日起工、1940年3月9日進水、1940年9月13日就役。1946年3月7日退役、1972年10月6日売却。
- グウィン (USS Gwin, DD-433)　コールドウェル級 (DD-165)以来二代目

由来の人物は、南北戦争のハイネスブラフの戦いで負傷し、1週間後に没したベントン号艦長ウィリアム・グウィン少佐。
ボストン海軍工廠にて1939年6月1日起工、1940年5月25日進水、1941年1月15日就役。1943年7月13日コロンバンガラ島沖海戦にて戦没。
- メレディス (USS Meredith, DD-434)　ウィックス級 (DD-165)以来三代目

由来の人物は、第一次バーバリ戦争時の海兵隊下士官で、トリポリの戦いで戦死したジョナサン・メレディス軍曹。
ボストン海軍工廠にて1939年6月1日起工、1940年4月24日進水、1941年3月1日就役。1942年10月15日ソロモン諸島にて日本海軍航空隊の空襲により戦没。
- グレイソン (USS Grayson, DD-435)

由来の人物は、軍医として海軍に奉職し、第一次世界大戦後に歴代大統領の主治医を歴任したキャリー・グレイソン軍医少将。
チャールストン海軍工廠にて1939年7月17日起工、1940年8月7日進水、1941年2月14日就役。1947年2月4日退役、1974年6月12日売却。
- モンセン (USS Monssen, DD-436)

由来の人物は、1904年に発生したミズーリ砲塔火災時に消火活動を指揮し爆沈を防いだ砲手モンス・モンセン中尉。
ピュージェット・サウンド海軍造船所にて1939年7月12日起工、1940年5月16日進水、1941年3月14日就役。1942年11月13日第三次ソロモン海戦にて戦没。
- ウールゼイ (USS Woolsay, DD-437)　ウィックス級 (DD-77)以来二代目

由来の人物は、米英戦争でオナイダ号船長を務め、五大湖で活躍したメランクソン・T・ウールゼイ。
バス鉄工所にて1939年10月9日起工、1941年2月12日進水、1941年5月7日就役。1947年2月6日退役、1974年5月29日売却。
- ラドロー (USS Ludlow, DD-438)　ウィックス級 (DD-112)以来二代目

由来の人物は、米英戦争時にチェサピーク号と英軍シャノン号のハリファックス沖の海戦で戦死したオーガスタス・ラドロー大尉。
バス鉄工所にて1939年12月18日起工、1940年11月11日進水、1941年3月5日就役。1951年1月22日退役、同日ギリシャ海軍に貸与(駆逐艦ドクサ Doxa, D20)。
- エディソン (USS Edison, DD-439)

由来の人物は、世界的発明家であり、ゼネラル・エレクトリック社長として海軍に貢献したトーマス・エジソン。
フェデラル造船所にて1940年3月18日起工、1940年11月23日進水、1941年1月31日就役。1946年5月18日退役、1966年12月29日売却。
- エリクソン (USS Ericsson, DD-440)　オブライエン級 (DD-56)以来三代目

由来の人物は、装甲艦モニターの建造や魚雷の開発、潜水艦開発の協力等で米軍に関与した機関技師ジョン・エリクソン。
フェデラル造船所にて1940年3月18日起工、1940年11月23日進水、1941年3月13日就役。1946年3月15日退役、1970年11月17日標的処分。
- ウィルクス (USS Wilkes, DD-441)　サンプソン級 (DD-67)以来三代目

由来の人物は、世界一周の調査遠征を行い、南北戦争初期にトレント号事件を起こしたチャールズ・ウィルクス代将。
ボストン海軍工廠にて1939年11月1日起工、1940年5月31日進水、1941年4月22日就役。1946年3月4日退役、1972年6月29日売却。
- ニコルソン (USS Nicholson, DD-442)　オブライエン級 (DD-52)以来三代目

由来の人物は、独立戦争から南北戦争にかけて海軍将官・士官を輩出したニコルソン家の軍人、ジェームズ・サミュエル・ジョン三兄弟、ジョンの子ウィリアム、三兄弟の甥ジェームズの5人。
ボストン海軍工廠にて1939年11月1日起工、1940年5月31日進水、1941年6月3日就役、1951年1月15日退役、同日イタリア海軍に貸与(駆逐艦アヴィエーレ Aviere, D554)。
- スワンソン (USS Swanson, DD-443)

由来の人物は、ロンドン海軍軍縮会議代表を務め、ルーズベルト政権で海軍長官となったクロード・スワンソン上院議員。
チャールストン海軍工廠にて1939年11月15日起工、1940年11月2日進水、1941年5月29日就役。1945年12月10日退役、1972年6月29日売却。
- イングラハム (USS Ingraham, DD-111)　ウィックス級 (DD-112)以来二代目

由来の人物は、セントルイス号艦長時にハンガリー人のアメリカ亡命工作を進め、南北戦争時に南軍准将を務めたダンカン・イングラハム大佐。
チャールストン海軍工廠にて1939年11月15日起工、1941年2月15日進水、1941年7月19日就役。1942年8月22日アゾレス諸島にて米軍給油艦シェマングと衝突し沈没。
- ブリストル (USS Bristol, DD-453)

由来の人物は、第一次大戦後のトルコ共和国に駐在し、革命や対アルメニア情勢を観察したマーク・ブリストル少将。
フェデラル造船所にて1940年12月20日起工、1941年7月25日進水、1941年10月22日就役。1943年10月13日アルジェリア沖にてドイツ潜水艦U-371の雷撃により戦没。
- エリソン (USS Ellyson, DD-454/DMS-19)

由来の人物は、海軍最初の航空士官の一人で、第一次世界大戦時に駆潜艇戦隊で活躍したセオドア・エリソン中佐。
フェデラル造船所にて1940年12月20日起工、1941年7月26日進水、1941年11月28日就役。1944年11月15日掃海駆逐艦に変更、1954年10月19日退役、同日海上自衛隊に貸与(護衛艦あさかぜ Asakaze, DD-181)。
- ハンブルトン (USS Hambleton, DD-455/DMS-20)

由来の人物は、米英戦争時にローレンス号艦長を務め、エリー湖の戦いで敢闘したサミュエル・ハンブルトン中尉。
フェデラル造船所にて1940年12月16日起工、1941年9月26日進水、1941年12月22日就役。1944年11月15日掃海駆逐艦に変更、1955年1月15日退役、1972年11月22日売却。
- ロッドマン (USS Rodman, DD-456/DMS-21)

由来の人物は、米西戦争依頼奉職し、第一次世界大戦後に太平洋艦隊司令長官を務めたヒュー・ロッドマン大将。
フェデラル造船所にて1940年12月16日起工、1941年9月26日進水、1942年4月29日就役。1944年12月16日掃海駆逐艦に変更、1955年7月28日退役、同日台湾海軍に貸与(駆逐艦咸陽 Hsien Yang, DD-16)。
- エモンズ (USS Emmons, DD-457/DMS-22)

由来の人物は、アメリカ合衆国探検遠征隊など19世紀に実施した多数の海外・新領土探検に従事したジョージ・エモンズ少将。
バス鉄工所にて1940年11月14日起工、1941年8月23日進水、1941年12月5日就役。1944年11月15日掃海駆逐艦に変更、1945年4月6日沖縄にて特攻機により戦没。
- マコーム (USS Macomb, DD-458/DMS-23)

由来の人物は、南北戦争時にミシシッピ川沿岸で歴戦したウィリアム代将（叔父）と戦後に艦船装備の発明を重ねたデビッド技術少将（甥）のマコーム家の提督2名。
バス鉄工所にて1940年9月3日起工、1941年9月23日進水、1942年1月26日就役。1944年11月15日掃海駆逐艦に変更、1954年10月19日退役、同日海上自衛隊に貸与(護衛艦はたかぜ Hatakaze, DD-182)。
- フォレスト (USS Forrest, DD-461/DMS-24)

由来の人物は、米西戦争から海軍に奉職し、戦後はカリブ海での通称保護に従事したデュラニー・フォレスト中尉。
ボストン海軍工廠にて1941年1月6日起工、1941年6月14日進水、1942年1月13日就役。1944年11月15日掃海駆逐艦に変更、1945年11月30日退役、1946年11月20日売却。
- フィッチ (USS Fitch, DD-462/DMS-25)

由来の人物は、南北戦争時にムース号艦長を務め、モーガンの襲撃隊を追撃し投降に追い込んだリロイ・フィッチ中佐。
ボストン海軍工廠にて1941年1月6日起工、1941年6月14日進水、1942年2月3日就役。1944年11月15日掃海駆逐艦に変更、1956年2月24日退役、1973年11月15日標的処分。
- コリー (USS Corry, DD-463)　クレムソン級 (DD-334)以来二代目

由来の人物は、第一次世界大戦時に大西洋艦隊航空幕僚を務め、搭乗機の墜落事故で殉職したウィリアム・M・コリー少佐。
チャールストン海軍工廠にて1940年9月4日起工、1941年7月28日進水、1941年12月18日就役。1944年6月6日ノルマンディー上陸作戦準備中、ドイツ軍砲台と交戦し戦没。
- ホブソン (USS Hobson, DD-464/DMS-26)

由来の人物は、米西戦争時にメリマック号決死隊を率いて英雄視され、のちに政界に転じたリッチモンド・ホブソン少将。
チャールストン海軍工廠にて1940年11月14日起工、1941年9月8日進水、1942年1月22日就役。1944年11月15日掃海駆逐艦に変更、1952年4月26日ジブラルタル海峡にて空母ワスプと衝突し沈没。
- アーロン・ワード (USS Aaron Ward, DD-483)　ウィックス級 (DD-132)以来二代目

由来の人物は、米西戦争以来従軍し、退役後の第一次世界大戦時に赤十字船レッドクロス号船長を務めたアーロン・ワード少将。
フェデラル造船所にて1941年2月11日起工、1941年11月22日進水、1942年3月4日就役。1943年4月7日ガダルカナル島近海にてい号作戦により戦没。
- ブキャナン (USS Buchanan, DD-484)　ウィックス級 (DD-131)以来二代目

由来の人物は、南北戦争時に意に反し南軍唯一の海軍大将となり、バージニア号艦長として歴戦したフランクリン・ブキャナン大佐。
フェデラル造船所にて1941年2月11日起工、1941年11月22日進水、1942年3月21日就役。1946年5月21日退役、1949年4月28日トルコ海軍に貸与(駆逐艦ゲリボル Gelibolu, D-346)。
- ダンカン (USS Duncan, DD-485)　カッシン級 (DD-46)以来二代目

由来の人物は、シャンプレーン湖の戦いに参戦し、1830年代にレキシントン号で南米遠征を行ったサイラス・ダンカン船長。
フェデラル造船所にて1941年7月31日起工、1942年2月20日進水、1942年4月16日就役。1942年10月12日サボ島沖海戦にて戦没。
- ランズダウン (USS Lansdowne, DD-486)

由来の人物は、第一次世界大戦後にシェナンドー船長となったが、墜落事故で殉職したザッカリー・ランズダウン少佐。
フェデラル造船所にて1941年7月31日起工、1942年2月20日進水、1942年4月29日就役。1946年5月2日退役、1949年6月10日トルコ海軍に貸与(駆逐艦ガジアンテプ Gaziantep, D-344)。
- ラードナー (USS Lardner, DD-487)　クレムソン級 (DD-286)以来二代目

由来の人物は、南北戦争時にサスケハナ号艦長を務め、各地を転戦したジェームズ・L・ラードナー少将。
フェデラル造船所にて1941年9月15日起工、1942年3月20日進水、1942年5月13日就役。1946年5月16日退役、1949年6月10日トルコ海軍に貸与(駆逐艦ギレスン Gemlik, D-347)。
- マッカラ (USS McCalla, DD-488)　クレムソン級 (DD-253)以来二代目

由来の人物は、義和団の乱勃発時にニューアーク艦長として鎮圧に貢献したボーマン・H・マッカラ大将。
フェデラル造船所にて1941年9月15日起工、942年3月20日進水、1942年5月27日就役。1946年5月17日退役、1949年4月29日トルコ海軍に貸与(駆逐艦ゲムリク Giresun, D-345)。
- マーヴィン (USS Mervine, DD-489/DMS-31)　クレムソン級 (DD-322)以来二代目

由来の人物は、米英戦争から南北戦争まで奉職し、米墨戦争でロサンゼルス攻略陸戦隊を指揮したウィリアム・マーヴィン少将。
フェデラル造船所にて1941年11月3日起工、1942年5月3日進水、1942年6月17日就役。1945年5月30日掃海駆逐艦に変更、1949年5月27日退役、1969年10月27日売却。
- クイック (USS Quick, DD-490/DMS-32)

由来の人物は、米西戦争から第一次世界大戦まで、主要な海兵隊の陸戦で敢闘したジョン・クイック海兵曹長。
フェデラル造船所にて1941年11月3日起工、1942年5月3日進水、1942年7月3日就役。1945年6月23日掃海駆逐艦に変更、1949年5月28日退役、1973年8月27日売却。
- カーミック (USS Carmick, DD-493/DMS-33)

由来の人物は、擬似戦争から米英戦争まで海兵将校を務め、ニューオーリンズの戦いで陣地を死守したダニエル・カーミック。
シアトル・タコマ造船所にて1941年5月29日起工、1942年3月8日進水、1942年12月28日就役。1945年6月23日掃海駆逐艦に変更、1954年2月15日退役、1972年8月7日売却。
- ドイル (USS Doyle, DD-494/DMS-34)

由来の人物は、第一次バーバリ戦争に従軍し、イントレピッド決死隊の一員としてフィラデルフィア号自沈に成功したリチャード・ドイル。
シアトル・タコマ造船所にて1941年5月26日起工、1942年3月17日進水、1943年1月27日就役。1945年6月23日掃海駆逐艦に変更、1955年5月19日退役、1972年10月6日売却。
- エンディコット (USS Endicott, DD-495/DMS-35)

由来の人物は、第一次バーバリ戦争に従軍し、イントレピッド決死隊の一員としてフィラデルフィア号自沈に成功したサミュエル・エンディコット。
シアトル・タコマ造船所にて1941年5月1日起工、1942年4月5日進水、1943年2月25日就役。1945年5月30日掃海駆逐艦に変更、1955年8月17日退役、1970年10月6日売却。
- マコック (USS McCook, DD-496/DMS-36)　クレムソン級 (DD-252)以来二代目

由来の人物は、南北戦争時に各種艦艇の艦長を歴任し、フィッシャー砦やチャールストンの占領に貢献したロデリック・S・マクック中佐。
シアトル・タコマ造船所にて1941年5月1日起工、1942年4月30日進水、1943年3月15日就役。1945年5月30日掃海駆逐艦に変更、1949年5月27日退役、1973年8月27日売却。
- フランクフォード (USS Frankford, DD-497)

由来の人物は、擬似戦争時に私掠船ベルヴェデーレ号を指揮し、フィラデルフィアを拠点に活動したジョン・フランクフォード大尉。
シアトル・タコマ造船所にて1941年6月5日起工、1942年5月17日進水、1943年3月31日就役。1946年3月6日退役、1973年12月4日標的処分。
- デービソン (USS Davison, DD-618/DMS-37)

由来の人物は、水雷兵器研究を重ね、エレクトリック・ボート副社長となったグレゴリー・デービソン少佐。
フェデラル造船所にて1942年2月26日起工、1942年7月19日進水、1942年9月11日就役。1945年6月23日掃海駆逐艦に変更、1949年6月24日退役、1973年8月27日売却。
- エドワーズ (USS Edwards, DD-619)

由来の人物は、第一次世界大戦時から駆逐艦・水雷戦隊の要職を歴任したウォルター・エドワーズ少佐。
フェデラル造船所にて1942年2月26日起工、1942年7月19日進水、1942年9月18日就役。1946年4月11日退役、1973年5月25日売却。
- グレノン (USS Glennon, DD-620)

由来の人物は、米西戦争以来海軍に奉職し、第一次世界大戦時はロシア黒海艦隊を支援したジェームズ・グレノン少将。
フェデラル造船所にて1942年3月25日起工、1942年8月26日進水、1942年10月8日就役。1944年6月10日ノルマンディー上陸作戦従事中に蝕雷と砲戦により戦没。
- ジェファーズ (USS Jeffers, DD-621/DMS-27)

由来の人物は、南北戦争時に艦長を歴任し、ハンプトン・ローズ海戦にも参戦したウィリアム・ジェファーズ代将。
フェデラル造船所にて1942年3月25日起工、1942年8月26日進水、1942年11月5日就役。1944年11月15日掃海駆逐艦に変更、1955年5月23日退役、1973年5月25日売却。
- マドックス (USS Maddox, DD-622)　ウィックス級 (DD-168)以来二代目

由来の人物は、米墨戦争時にカリフォルニア中部に駐留し、サンタクララの戦いに参加したウィリアム・A・T・マドックス海兵少尉。
フェデラル造船所にて1942年5月7日起工、1942年9月15日進水、1942年10月31日就役。1943年7月10日シチリア島にてドイツ空軍の空襲により戦没。
- ネルソン (USS Nelson, DD-623)

由来の人物は、米比戦争後より潜水艦・潜水戦隊の要職を歴任し、第一次世界大戦時に地中海の対潜哨戒を担ったチャールズ・ネルソン少将。
フェデラル造船所にて1942年5月7日起工、1942年9月15日進水、1942年11月26日就役。1947年1月退役、1969年7月18日売却。
- ボールドウィン (USS Baldwin, DD-624)

由来の人物は、南北戦争時にアルベマール号爆破作戦に参加し、外装水雷設置作業をしたチャールズ・ボールドウィン機関兵。
シアトル・タコマ造船所にて1941年7月19日起工、1942年6月14日進水、1943年4月30日就役。1946年6月20日退役、1961年4月15日ニューヨーク州沖にて座礁、のち自沈処分。
- ハーディング (USS Harding, DD-625/DMS-28)　ウィックス級 (DD-91)以来二代目

由来の人物は、独立戦争に自らの商船2隻を供出して通商破壊や外交書簡送信に従事させた商人セス・ハーディング。
シアトル・タコマ造船所にて1941年7月22日起工、1942年6月28日進水、1943年5月25日就役。1944年11月15日掃海駆逐艦に変更、1945年11月2日退役、1947年4月16日売却。
- サタリー (USS Satterlee, DD-626)　クレムソン級 (DD-190)以来二代目

由来の人物は、第一次世界大戦時、沿岸警備隊警備艦タンパ艦長を務め、ドイツ潜水艦UB-91の雷撃で沈没戦死したチャールズ・サタリー大佐。
シアトル・タコマ造船所にて1941年9月10日起工、1942年7月17日進水、1943年7月1日就役。1946年3月16日退役、1972年5月8日売却。
- トンプソン (USS Thompson, DD-627/DMS-38)

由来の人物は、鉱山経営の傍らスポーツ振興を推進し、陸海軍の体育教育に関与したアメリカオリンピック協会会長ロバート・トンプソン。
シアトル・タコマ造船所にて1941年9月22日起工、1942年7月15日進水、1943年7月10日就役。1945年5月30日掃海駆逐艦に変更、1954年5月18日退役、1972年8月7日売却。
- ウェルズ (USS Welles, DD-628)　クレムソン級 (DD-257)以来二代目

由来の人物は、リンカーン・ジョンソン政権で第24代海軍長官を務め、南北戦争に貢献した小説家ギデオン・ウェルズ。
シアトル・タコマ造船所にて1941年9月27日起工、1942年9月7日進水、1943年8月16日就役。1946年2月4日退役、1969年7月18日売却。
- コーウィ (USS Cowie, DD-632/DMS-39)

由来の人物は、主計将校として奉職し、第一次世界大戦以後に海軍軍人の互助組織を強化したトーマス・コーウィ主計少将。
ボストン海軍工廠にて1941年3月18日起工、1941年9月27日進水、1942年6月1日就役。1945年5月30日掃海駆逐艦に変更、1947年4月27日退役、1972年2月22日売却。
- ナイト (USS Knight, DD-633/DMS-40)

由来の人物は、海軍の教本「モダン・シーマンシップ」の執筆者で、シベリア出兵の際に太平洋艦隊を率いたオースティン・ナイト大将。
ボストン海軍工廠にて1941年3月18日起工、1941年9月27日進水、1942年6月23日就役、1945年6月23日掃海駆逐艦に変更、1947年3月19日退役、1967年10月27日標的処分。
- ドラン (USS Doran, DD-634/DMS-41)　ウィックス級 (DD-185)以来二代目

由来の人物は、米西戦争でキューバ島の海底ケーブル切断に成功したモンゴメリー乗組下士官ジョン・J・ドラン軍曹。
ボストン海軍工廠にて1941年6月14日起工、1941年12月10日進水、1942年8月4日就役。1945年5月30日掃海駆逐艦に変更、1947年1月29日退役、1973年8月27日売却。
- アール (USS Earle, DD-635/DMS-42)

由来の人物は、第一次世界大戦時に兵站局長を務め、北欧機雷堰や西部戦線向け列車砲を採用したラルフ・アール少将。
ボストン海軍工廠にて1941年6月14日起工、1941年12月10日進水、1942年9月1日就役。1945年6月23日掃海駆逐艦に変更、1947年5月17日退役、1970年10月売却。
- バトラー (USS Butler, DD-636/DMS-29)

由来の人物は、米西戦争以来、中南米を中心に歴戦した海兵将校で、過激な言動で政治家に忌避されたスメドレー・バトラー海兵少将。
フィラデルフィア海軍造船所にて1941年9月16日起工、1942年2月12日進水、1942年8月15日就役。1944年11月15日掃海駆逐艦に変更、1945年11月8日退役、1948年1月10日売却。
- ゲラルディ (USS Gherardi, DD-637/DMS-30)

由来の人物は、米墨戦争以来艦長を歴任し、アレクサンドリア砲撃にも参加したバンクロフト・ゲラルディ少将。
フィラデルフィア海軍造船所にて1941年9月16日起工、1942年2月12日進水、1942年9月15日就役。1944年11月15日掃海駆逐艦に変更、1955年12月17日退役、1973年6月3日標的処分。
- ハーンドン (USS Herndon, DD-638)　クレムソン級 (DD-198)以来二代目

由来の人物は、1年にわたりアマゾン川探検を成し遂げた後、郵便汽船セントラル・アメリカ号の荒天遭難事故で殉職したウィリアム・ルイス・ハーンドン船長。
ノーフォーク海軍造船所にて1941年8月26日起工、1942年2月2日進水、1942年12月20日就役。1946年1月28日退役、1973年5月24日標的処分。
- シュブリック (USS Shubrick, DD-639)　クレムソン級 (DD-268)以来三代目

由来の人物は、米英戦争から南北戦争まで従軍し、東インド艦隊やパラグアイ遠征隊司令官を拝命したウィリアム・シュブリック少将。
ノーフォーク海軍造船所にて1942年2月17日起工、1942年4月18日進水、1943年2月7日就役。1945年11月16日退役、1947年9月28日売却。
- ビーティ (USS Beatty, DD-640)

由来の人物は、南北戦争後に各地の海軍工廠で要職を歴任し、第一次世界大戦時に一時的に大西洋艦隊を指揮したフランク・ビーティ少将。
チャールストン海軍工廠にて1941年5月1日起工、1941年12月20日進水、1942年5月7日就役。1943年11月6日アルジェリア沖にてドイツ空軍の空襲により戦没。
- ティルマン (USS Tillman, DD-641)　ウィックス級 (DD-135)以来二代目

由来の人物は、20世紀初頭に軍事委員会議長を歴任し、「マキシマム戦艦」など艦艇の性能向上を進めたベンジャミン・ティルマン上院議員。
チャールストン海軍工廠にて1941年5月1日起工、1941年12月20日進水、1942年6月4日就役。1947年2月6日退役、1972年5月8日売却。
- スティーブンソン (USS Stevenson, DD-645)

由来の人物は、南北戦争に特務主計仕官として参加し、南軍の支配地を単騎で突破し伝令を果たしたジョン・スティーブンソン。
フェデラル造船所にて1942年7月23日起工、1942年11月11日進水、1942年12月15日就役。1946年4月27日退役、1970年6月2日売却。
- ストックトン (USS Stockton, DD-646)　コールドウェル級 (DD-73)以来三代目

由来の人物は、米墨戦争時にカリフォルニア侵攻を担当し、沿岸の治安維持に従事したロバート・F・ストックトン代将。
フェデラル造船所にて1942年7月24日起工、1942年11月11日進水、1943年1月11日就役。1946年5月16日退役、1973年5月25日売却。
- ソーン (USS Thorn, DD-647)

由来の人物は、1811年にトンキン号のコロンビア川探検隊を率い、先住民との交戦で戦死したジョナサン・ソーン船長。
フェデラル造船所にて1942年11月15日起工、1943年2月28日進水、1943年4月1日就役。1946年5月6日退役、1974年8月22日標的処分。
- ターナー (USS Turner, DD-648)　クレムソン級 (DD-259)以来二代目

由来の人物は、米英戦争以来数回にわたりオリバー・ペリー提督の指揮下で働き、晩年は中南米で行動したダニエル・ターナー大佐。
フェデラル造船所にて1942年11月16日起工、1943年2月28日進水、1943年4月15日就役。1944年1月3日ニューヨーク港にて爆沈。